# Wladimir Michailowitsch Seldin

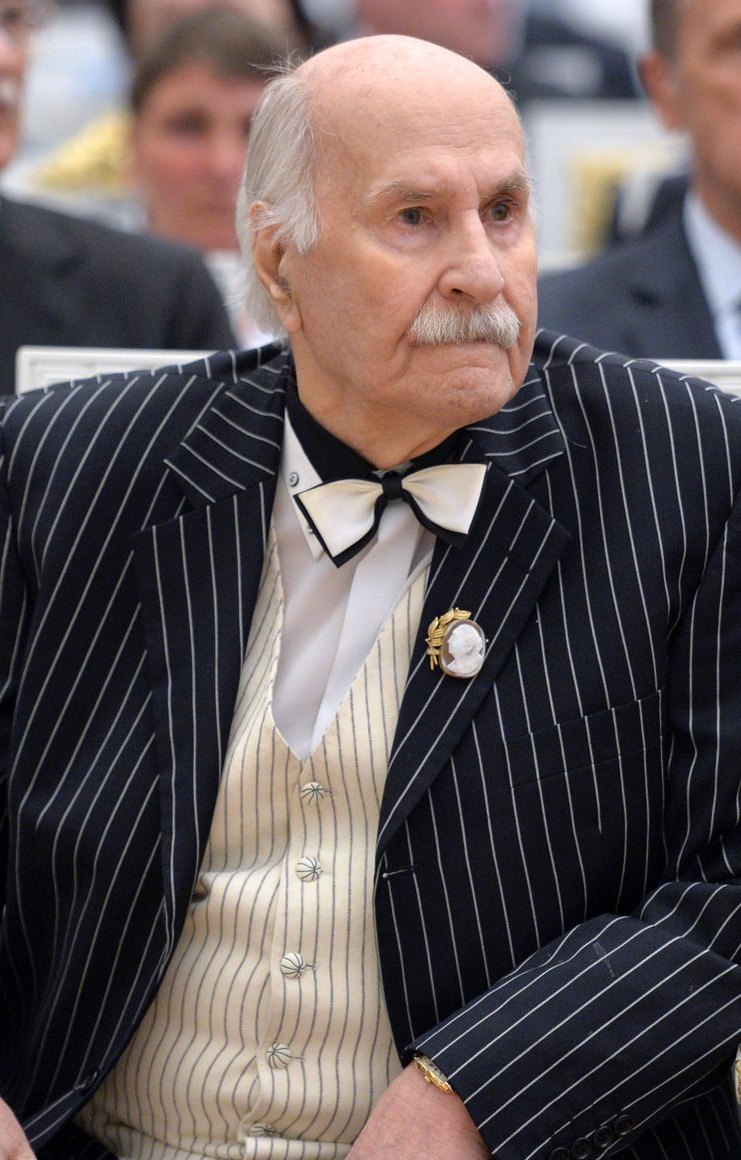
Der 100-jährige Wladimir Seldin bei einem Empfang im Kreml am 21. Mai 2015

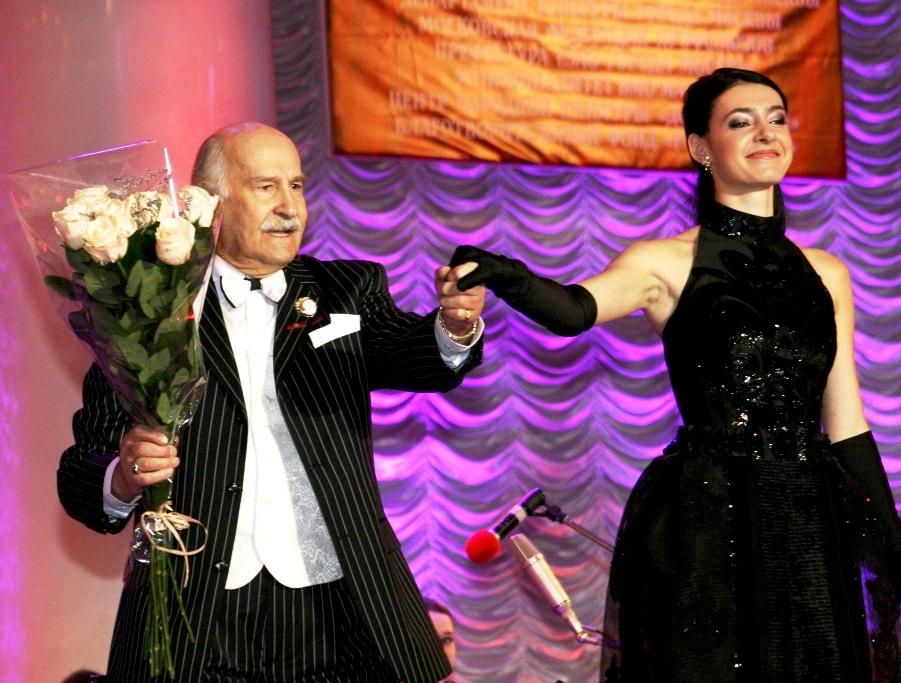
Wladimir Seldin (2010)

Wladimir Michailowitsch Seldin (russisch Владимир Михайлович Зельдин; * 28. Januarjul. / 10. Februar 1915greg. in Koslow, heute Mitschurinsk, Gouvernement Tambow, Russisches Kaiserreich; † 31. Oktober 2016 in Moskau) war ein russischer Schauspieler. Er war zum Zeitpunkt seines Todes der älteste lebende Volkskünstler der UdSSR und der dienstälteste Schauspieler der russischen Geschichte. Von 2010 bis zu seinem Tod 2016 war er der älteste noch aktive Schauspieler der Welt. Er war seit 1945 am Theater der Russischen Armee tätig.

## Leben
Seldin wurde als Sohn eines Posaunisten und einer Lehrerin geboren. 1920 zog die Familie im Zuge des Bürgerkriegs nach Twer und 1924 schließlich nach Moskau. Nach dem Abschluss des dortigen Gymnasiums arbeitete Seldin als Schlosserlehrling und besuchte einen Schauspielkurs am Mossowjet-Theater. 1945 begann er seine Tätigkeit am Theater der Sowjetarmee, wo er bis zu seinem Tod aktiv war. Unter anderem spielte er dort lange Zeit die Hauptrolle in der Inszenierung von Lope de Vegas Stück „Der Tanzmeister“. Auch in der Verfilmung dieses Stückes spielte Seldin mit. Im Jahre 2005 inszenierte Juli Gusman zu Seldins 90. Geburtstag das Musical Der Mann von La Mancha, in dem Seldin als Don Quijote auf der Bühne steht.
Als Filmschauspieler erlangte er nach seiner ersten Rolle in Iwan Pyrjews Komödie „Sie trafen sich in Moskau“ landesweite Berühmtheit.
Am 10. Februar 2015 feierte Seldin seinen 100. Geburtstag und stand wie bei seinen vorherigen Jubiläen selbst auf der Bühne. Nicht anders verhielt es sich auch an seinem 101. Geburtstag im Februar 2016, an dem Seldin im Theaterstück „Tänze mit dem Lehrer“ die Hauptrolle spielte.
Seinen letzten öffentlichen Auftritt hatte Seldin am 10. September 2016. Er nahm am Roten Platz an der 869-Jahr-Feier der Stadt Moskau teil.
Am 26. Oktober 2016 wurde Seldin aufgrund von Nierenversagen notfallmäßig in das Moskauer Sklifosowskij-Klinikum eingeliefert. Dort verstarb er am 31. Oktober 2016 um 9 Uhr morgens. Russlands Präsident Wladimir Putin drückte den Angehörigen des Schauspielers sein tiefstes Beileid aus. Wladimir Michailowitsch Seldin wurde am 3. November 2016 am Nowodewitschi-Friedhof am Platz 5-33-10 beigesetzt.
Am 4. November 2019 wurde für Wladimir Seldin in seiner Geburtsstadt, die heute den Namen Mitschurinsk trägt, ein Denkmal aufgestellt.

## Sonstiges
Wladimir Seldin war seit 1964 in dritter Ehe mit seiner Schauspielkollegin Iwetta Jewgenjewna Kapralowa (1933–2017) verheiratet. Die Ehe ist kinderlos geblieben. Bis zuletzt lebte das Ehepaar Seldin in einer 28 Quadratmeter großen Eigentumswohnung. Seldin hatte auch eine kleine Datsche in einem Waldstück im Südwesten Moskaus.
Wladimir Seldin war ein begeisterter Fußballfan und Anhänger des Vereins ZSKA Moskau. Er war strikter Antialkoholiker und Nichtraucher.

## Filmographie (Auswahl)
- 1941: Sie trafen sich in Moskau (Свинарка и пастух)
- 1947: Das Lied von Sibirien (Сказание о земле Сибирской)
- 1952: Der Tanzlehrer (Учитель танцев) Verfilmung des Stücks „Der Tanzmeister“
- 1955: Unternehmen Planquadrat 45 (В квадрате 45)
- 1956: Nun schlägt’s 13! (Карнавальная ночь)
- 1970: Onkel Wanja (Дядя Ваня)
- 1974: Mit dir und ohne dich (С тобой и без тебя)
- 1975: Der Centerspieler (Центровой из поднебесья)
- 1975: Höhenangst (Страх высоты)
- 1975: Das haben wir noch nicht durchgenommen (Это мы не проходили)
- 1977: Die Prinzessin auf der Erbse (Принцесса на горошине)
- 1982: Die Frau in Weiß (Женщина в белом)
- 1987: Agatha Christie: Das letzte Weekend (Десять негритят)
- 1988: Sperrzone (Запретная зона)

## Auszeichnungen (Auswahl)
- 1951 – Stalinpreis
- 1959 – Volkskünstler der RSFSR
- 1947 – Orden des Roten Banners der Arbeit (weitere Orden 1968 und 1980)
- 1975 – Volkskünstler der UdSSR
- 1995 – Orden der Freundschaft
- 2000 – Verdienstorden für das Vaterland 4. Klasse
- 2005 – Verdienstorden für das Vaterland 3. Klasse
- 2010 – Verdienstorden für das Vaterland 2. Klasse
- 2015 – Verdienstorden für das Vaterland 1. Klasse